# Daniel Hernandez
Ne doit pas être confondu avec Daniel Hernández une autre personnalité portant le même nom, ni avec 6ix9ine qui porte également ce même nom
Pour l’article homonyme, voir Hernandez.
Daniel Hernandez, né le 30 mars 1950, est un écrivain et physicien français. Reconnu pour ses travaux sur la pyrométrie, il a été récompensé du cristal du CNRS en 2006 pour ses travaux sur la pyroréflectométrie.

## Biographie
Descendant d'émigrés espagnols (3ème génération) Daniel Hernandez passe son enfance et son adolescence dans le milieu viticole de la Narbonnaise. Après des études supérieures à l'Université de Perpignan, il travaille comme ingénieur de recherche au four solaire d'Odeillo, laboratoire PROMES-CNRS (Procédés, matériaux et énergie solaire).
Depuis 2006, Daniel Hernandez a également publié de nombreux romans policiers dont l'action se situe dans les Pyrénées-Orientales ou dans l'Aude. En 2011 il obtient le prix de l'Embouchure décerné au Toulouse Polar Sud pour Le Bourreau de Puigcerdà . En 2023 il obtient le prix Méditerranée  Roussillon décerné par le Centre Méditerranéen de Littérature  pour Le Vin des Césars (30 Septembre 2023, 37e édition).

## Publications

### Série Jepe Llense
1. Croix de sang au Grand Hôtel, Mare Nostrum éditions, 2006 / TDO Éditions, 2019  (ISBN 978-2-36652-290-7)
2. Les Vendangeurs du Caudillo, Mare Nostrum éditions, 2007 / TDO Éditions, 2019  (ISBN 978-2-36652-272-3)
3. La Bastos du Barca, Mare Nostrum éditions, 2008 / TDO Éditions, 2022  (ISBN 978-2-36652-323-2)
4. Le Loup des Cathares, Mare Nostrum éditions, 2009 / TDO Éditions, 2019  (ISBN 978-2-36652-247-1)
5. L'Été de l'égorgeur, Mare Nostrum éditions, 2009
6. Mortes Moissons, Mare Nostrum éditions, 2010
7. Le Bourreau de Puicerdà, Mare Nostrum éditions, 2010 / TDO Éditions, 2020  (ISBN 978-2-36652-471-0)
8. Les Cathédrales du vin, Mare Nostrum éditions, 2011 / TDO Éditions, 2023  (ISBN 978-2-36652-350-8)
9. Absinthe, Mare Nostrum éditions, 2012  (ISBN 978-2363910080) / TDO Éditions, 2017  (ISBN 978-2-36652-224-2)
10. Les Requins de la recherche, Mare Nostrum éditions, 2012  (ISBN 978-2363910134) / TDO Éditions, 2021  (ISBN 978-2-36652-309-6)
11. Prince Noir, Mare Nostrum éditions, 2014  (ISBN 978-2363910219)
12. Sextimanie, Éditions Wartberg, 2014  (ISBN 978-3-8313-2824-6)
13. Liaisons Mortelles, "Meurtre à la fac de Perpignan", Éditions Wartberg, 2015  (ISBN 978-3-8313-2834-5)
14. Salamandre, "La mutante de Minerve", Éditions Wartberg, 2016  (ISBN 978-3-8313-2939-7)
15. Les Vautours de Bugarach, TDO Éditions , 2017  (ISBN 978-236652-212-9)
16. La Dama, TDO Éditions, 2018  (ISBN 978-236652-242-6)
17. Les Envahisseuses, TDO Éditions, 2019  (ISBN 978-2-36652-280-8)
18. La Main de dieu, TDO Éditions, 2020  (ISBN 978-2366524765)
19. Eaux Sulfureuses, TDO Éditions, 2022  (ISBN 978-2-36652-322-5)
20. Le Vin des Césars, TDO Éditions, 2023  (ISBN 978-2-36652-344-7))
21. Trafics, TDO Éditions, 2024  (ISBN 978-2-36652-356-0)
22. Sécheresse, TDO Éditions, 2025

### Autres publications
- Le Tour de la Cerdagne par les crêtes, S.l., Éd. 3, 2005, 54 p. (ISBN 2-9523718-0-6, BNF 42163938)
- Contes et nouvelles de ma Cerdagne, Cap Béar éditions, 2008  (ISBN 978-2350660622)
- Balades contées, Éditions Talaïa, 2014  (ISBN 978-2-917859-49-0) (anciennement Contes et nouvelles de ma Cerdagne)
- Contes cachés de mon village, Éditions Les Presses littéraires  (ISBN 978-2-35073-969-4)
- L'Écrivain et le Tueur, TDO Éditions, 2023  (ISBN 978-2-36652-254-9)